# Dominic Johnson (athlétisme)
Dominic Johnson (né le 31 octobre 1975) est un athlète saint-lucien, spécialiste du saut à la perche.

## Biographie
Dominic Johnson remporte à deux reprises les Championnats d'Amérique centrale et des Caraïbes d'athlétisme (en 1999 et 2001) et obtient la médaille d'argent en 2008. Il s'illustre également lors des Jeux d'Amérique centrale et des Caraïbes en décrochant la médaille d'or en 2002 et la médaille d'argent en 2006. Il remporte par ailleurs une médaille de bronze lors des Jeux du Commonwealth de 2002.
Il participe aux Jeux olympiques d'été de 1996, 2000 et 2008, et aux championnats du monde de 1999, 2001 et 2003, mais il ne franchit pas le cap des qualifications.
En 2002, représentant les Amériques, il se classe 4e de la Coupe du monde des nations.
Son record personnel au saut à la perche, établi le 26 août 2000 à El Paso, est de 5,70 m.